# El Porvenir, Quintana Roo
El Porvenir är en ort i Mexiko.   Den ligger i kommunen Benito Juárez och delstaten Quintana Roo, i den östra delen av landet, 1 300 km öster om huvudstaden Mexico City. El Porvenir ligger 17 meter över havet och antalet invånare är 505.
Terrängen runt El Porvenir är mycket platt. Runt El Porvenir är det tätbefolkat, med 397 invånare per kvadratkilometer. Närmaste större samhälle är Cancún, 19,2 km nordost om El Porvenir. I omgivningarna runt El Porvenir växer i huvudsak städsegrön lövskog.